# Sima zöldsikló
A sima zöldsikló (Opheodrys vernalis)  a hüllők (Reptilia) osztályába a kígyók (Serpentes) alrendjébe és a siklófélék (Colubridae) családjába tartozó faj.

## Előfordulása
Nyugat-Kanadában és az Egyesült Államok északi államaiban honos.

## Megjelenése
Testhossza 30-50 centiméter. A színe zöld.

## Szaporodása
Fészek alja 3-13 tojásból áll, a kicsik 4 nap alatt kelnek ki.

## Alfajai
- Opheodrys vernalis blanchardi (Grobman, 1941)
- Opheodrys vernalis vernalis (Harlan, 1827)
- Opheodrys vernalis borealis (Grobman, 1992)